# Giovan Francesco Buonamici
Giovan Francesco Buonamici, talvolta indicato come Gian Francesco (Rimini, 1692 – Rimini, 1759), è stato un architetto e pittore italiano.
Tra i suoi progetti più noti vi è il duomo di Ravenna.

## Biografia

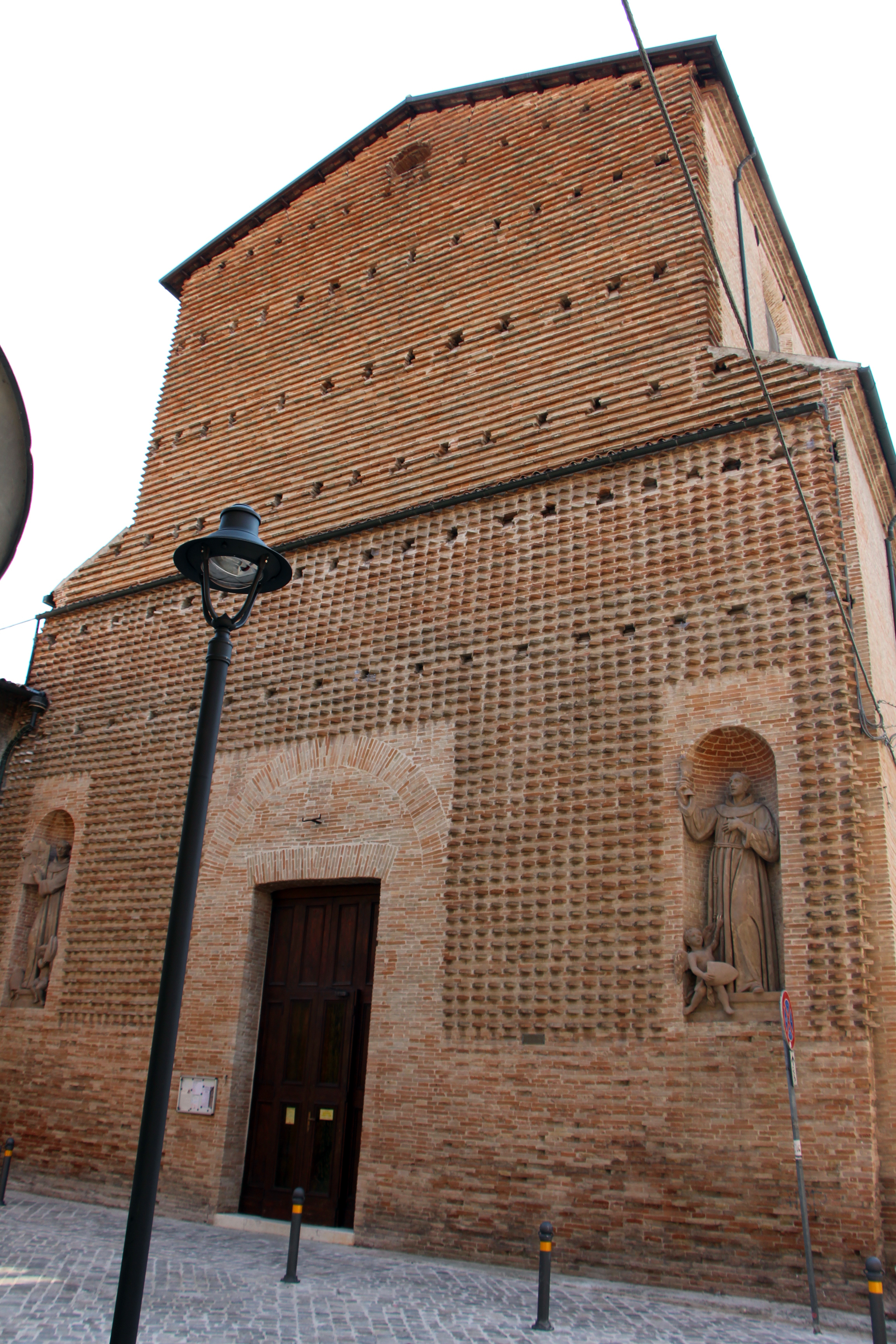
La chiesa di San Bernardino a Rimini. Ultimo progetto del Buonamici, morto di lì a poco, ne ospita le spoglie

Buonamici fu inizialmente attivo come pittore, collaborando assieme al fratello Gaetano. Fu poi allievo di Carlo Cignani. Si dedicò alla pittura fino agli anni trenta del Settecento. L'unica sua opera pittorica sopravvissuta, di influsso tiepolesco, è La Consacrazione di mons. Maffeo Nicolò Farsetti (1723), conservata nel Palazzo arcivescovile di Ravenna. Fu proprio a Ravenna e sotto la protezione dell'arcivescovo Maffeo Nicolò Farsetti che il Buonamici iniziò l'attività di architetto. Il suo primo progetto fu la decorazione barocca della cappella del Sancta Sanctorum nella basilica di San Vitale, decorazione rimossa nel corso dei lavori di restauro del 1904.
In seguito mons. Farsetti affidò al Buonamici l'incarico di progettare il nuovo duomo di Ravenna. Buonamici riprese un progetto di Giuseppe Sardi, a sua volta ispirato, per volontà dell'arcivescovo, alla romana chiesa di Sant'Ignazio di Loyola. La costruzione del nuovo edificio iniziò nel 1734, dopo la demolizione della precedente basilica Ursiana.
All'inizio degli anni quaranta fu attivo a Fano, dove progetterà la torre comunale (1740) e l'eremo di Monte Giove (1741).
In seguito progettò la chiesa di Sant'Eufemia (1742) e la chiesa di Santa Giustina (1747) entrambe a Ravenna, e la chiesa collegiata di San Michele Arcangelo a Santarcangelo di Romagna (1744).
L'ultima sua opera fu il rifacimento della chiesa di San Bernardino, danneggiata dal terremoto del 1672. Morto nello stesso anno, è sepolto sotto all'altare maggiore della chiesa di San Bernardino.

### Attività nel riminese
Secondo lo storico Luigi Tonini, al Buonamici si devono diverse opere nella città di Rimini:
- La pescheria (1747)[5]
- Il rifacimento della chiesa dei Santi Giovanni e Paolo[6]
- L'ampliamento della chiesa di Santa Croce nuova[7]
- La torre dell'orologio di piazza Giulio Cesare, oggi piazza Tre Martiri (1755)[1]
- Il rifacimento della chiesa di San Bernardino (1759)[8]
- L'atrio e lo scalone del palazzo del Vescovado (1750)[9]

Fonte di dibattito è la paternità del progetto della Chiesa del Suffragio (1719). Tradizionalmente attribuita al Buonamici o al conte Francesco Garampi, quest'ultimo deceduto nel 1714. Secondo altri il progetto sarebbe da attribuire ad Alfonso Torreggiani, che tra il 1746 e il 1755 progettò il collegio annesso alla chiesa.

## Riconoscimenti
Per il progetto del duomo di Ravenna fu insignito dall'arcivescovo Farsetti del titolo di cavaliere dell'Ordine dello speron d'oro. Nel 1746 fu nominato accademico d'onore all'Accademia Clementina.